# Deramas basrii
Deramas basrii är en fjärilsart som beskrevs av John Nevill Eliot. Deramas basrii ingår i släktet Deramas och familjen juvelvingar. Inga underarter finns listade i Catalogue of Life.